# Marea Chinei de Sud
Marea Chinei de Sud (
chineză: 南海; pinyin: Nán Hǎi lit. „Marea sudică”) este o mare semiînchisă aflată în bazinul Oceanului Pacific.

## Caracteristici
Mare Chinei de Sud este situată între țărmul sud-estic al Asiei și insulele Taiwan, Louson, Mindoro, Palavan și Calimantan. Ea comunică cu Marea Chinei de Est prin strâmtoarea Taiwan și cu Ocenanul Pacific prin strâmtoarea Bashi. Suprafața mării constituie 3447 km², iar adâncimea – 5245 m. În Marea Chinei de Sud se varsă importante fluvii asiatice, ca Mekong sau Xi Jiang. Țărmurile sunt puțin crestate, pe teritoriul sunt presărate numeroase insule, una dintre cele mai mari fiind Pelawan, și recife coraligiene, iar în continent vin două golfuri mari: Siam și Bakbo. Temperatura apei la suprafață variază de la +20 până la +27 °C în februarie și de la +28 până la +29 °C în august, iar salinitatea de la 31 la 34‰. Marea este un bazin de pescuit cu o bogată faună tropicală. Aici au loc frecvent erupții vulcanice submarine și taifunuri.

## Dispute teritoriale

Ariile disputate din Marea Chinei de Sud

Disputa din Marea Chinei de Sud este una dintre cele mai încinse subiecte pe plan mondial și unul dintre cele mai periculoase din regiunea asiatică. Statele care pretind drepturi, parțiale sau totale, asupra teritoriului Mării Chinei de Sud sunt:
- China și Taiwan, în întregime
- Indonezia, China, și Taiwan asupra apelor la nord-este de insulele Natuna
- Filipine, China și Taiwan vor Scarborough Shoal.
- Vietnam, China și Taiwan își dispută insulele Spratly. Unele dintre insule, separat, sunt cerute de Vietnam, China, Taiwan, Brunei, Malaezia și Filipine
- Insulele Paracel, între China, Taiwan și Vietnam
- Malaezia, Cambodgia, Thailanda și Vietnam vor anumite arii din Golful Tailandei
- Singapore și Malaezia ambele își dispută Strâmtoarea Johor și Strâmtoarea Singapore

### Decizia din 2016
Filipine a reclamat acțiunile Chinei în insulele Spratly, acuzând că sunt ilegale sub Convenția Națiunilor Unite asupra dreptului mării. În 2016, aceștia le-au dat dreptate. China și Taiwan au contestat decizia.